# Pegomya valgenovensis
Pegomya valgenovensis är en tvåvingeart som beskrevs av Willi Hennig 1973. Pegomya valgenovensis ingår i släktet Pegomya och familjen blomsterflugor. Inga underarter finns listade i Catalogue of Life.